# نیدروایلر (راین-هونسروک)
نیدروایلر (به آلمانی: Niederweiler) یک شهر در آلمان است که در راین-هونسروک واقع شده‌است. نیدروایلر ۴۰۷ نفر جمعیت دارد.